# هکتور پوریچلی
هکتور پوریچلی (به ایتالیایی: Héctor Puricelli) بازیکن فوتبال و اهل ایتالیا است 

## تیم ملی
از سال ۱۹۳۹ میلادی عضو تیم ملی فوتبال ایتالیا بوده و در ۱ بازی ملی حضور داشته‌است. او در بازی‌های ملی‌اش ۱ گل به ثمر رساند.
هکتور پوریچلی آخرین بازی ملی خود را در سال ۱۹۳۹ میلادی انجام داد.